# Peamwilai Laopeam
Peamwilai Laopeam (Thai: เปี่ยมวิไล เล่าเปี่ยม, * 20. Oktober 1983 in Amphoe Khlong Lan, Kamphaeng Phet (Provinz)) ist eine thailändische Boxerin.

## Karriere
Laopeam begann mit dem Boxen, kurz nachdem erstmals Frauenwettkämpfe in Thailand ausgetragen wurden. Als erstmals bei den Südostasienspielen 2007 auch Frauen starten durften, war auch Laopeam dabei und gewann im Federgewicht (bis 57 kg) die Goldmedaille. 2009 gewann sie dann auch die asiatischen Indoor-Games, scheiterte 2010 bei den Asienspielen dann aber bereits im ersten Kampf. Hier startete sie auch erstmals im Fliegengewicht (bis 51 kg). Ebenfalls 2010 startete Laopeam erstmals bei den Weltmeisterschaften. Nach drei Siegen schied sie hier im Viertelfinale gegen Ren Cancan, China (+3:3), äußerst knapp aus.
Cancan musste sie sich auch 2011 beim ersten asiatischen Frauencup in Haikou im ersten Kampf geschlagen geben (7:6) und auch bei den asiatischen Meisterschaften 2012 kam Loapeam nicht über die erste Runde hinaus. Diesmal verlor sie gegen Mary Kom, Indien (6:4). Bei den Weltmeisterschaften 2012 verlor Laopeam ihren ersten Kampf gegen Stoyka Petrova, Bulgarien (10:8). 
2013 startete Laopeam im Bantamgewicht (bis 54 kg) und gewann die Südostasienspiele. Bei den Weltmeisterschaften 2014 schied Laopeam, diesmal im Federgewicht startend, jedoch wieder im ersten Kampf aus. Ihre Gegnerin war die spätere Weltmeisterin Sinaida Dobrynina, Russland (2:0). 2015 gewann Laopeam im Bantamgewicht erstmals die asiatischen Meisterschaften.
2016 wechselte Laopeam, um sich für die Olympischen Spiele 2016 in Rio de Janeiro qualifizieren zu können, ins Fliegengewicht und nahm am asiatischen Olympiaqualifikationsturnier teil, in dem sie jedoch im Viertelfinale ausschied. Die Qualifikation gelang Laopeam dann aber eindrucksvoll bei Weltmeisterschaften 2016. Nach Siegen u. a. über Zohra Ez-Zahraoui, Marokko (3:0), die Vize-Europameisterin von 2015 Sandra Drabik, Polen (2:1), und Sarah Ourahmoune, Frankreich (2:1), erreichte sie überraschend das Finale, in dem sie Nicola Adams, Großbritannien, mit 2:1 Punktrichterstimmen unterlag und damit die Silbermedaille gewann.